# マルゴト
マルゴト株式会社は、月額制の採用代行（RPO）サービス「まるごと人事」を中核に、採用およびバックオフィス業務の代行を通じて、企業の成長を支援する日本の会社。
2022年7月に株式会社ビーグローバルからマルゴト株式会社に社名を変更し、本社を東京都中央区から北海道札幌市に移転。

## 概要
採用およびバックオフィス業務の代行を通じて、企業の成長を支援する会社。2015年に今 啓亮（こん けいすけ）により創業。1ヶ月単位で採用業務をまるごと代行する「まるごと人事」は累計支援実績はベンチャー・成長企業を中心に350社以上。（2023年8月現在）
ベンチャー・成長企業の課題解決のため、2019年に「採用広報代行poweredbyまるごと人事」を、2020年に「採用ピッチ制作poweredbyまるごと人事」をリリース、2022年には「まるごと管理部」の提供を開始し、採用領域にとどまらない多角的な事業を展開する。
また「理想のサービスと理想の職場を同時実現する」を経営理念に掲げ、2015年の創業以来、社員全員がフルリモートで勤務するユニークな組織運営を行う。

## 沿革
2015年
・東京都文京区にて株式会社ビーグローバルを創業
・代表による新規事業立ち上げコンサルティング・業務設計コンサルティングを開始
・海外転職に特化したWebメディア『アジアマガジン』を立ち上げ
2016年
・大手企業の面接代行・説明会運営、大手人材会社の新人育成プロジェクトなどを行う
・学生と共に海外で活躍する日本人100名に現地取材し、電子書籍を出版
2017年
・大手企業の面接代行・説明会運営、大手人材会社の新人育成プロジェクトなどを行う
・学生と共に海外で活躍する日本人100名に現地取材し、電子書籍を出版
2018年
・採用代行の「まるごと人事」を事業として開始
・従業員3名を採用
・累計導入社数：40社
2019年
・Wantedlyオフィシャルパートナーに認定
・「採用広報代行poweredbyまるごと人事」の提供開始
・従業員数：30名
・累計導入社数：80社
2020年
・forkwellオフィシャルパートナーに認定
・累計1億円の資金調達を実施（全額が銀行からの融資）
・「採用ピッチ制作poweredbyまるごと人事」の提供開始
・従業員数：40名
・累計導入社数：140社
2021年
・従業員数：50名
・累計導入社数：170社
2022年
・社員数100名
・顧客数累計200社
・「まるごと管理部」の提供開始
・社名を株式会社ビーグローバルからマルゴト株式会社に変更
・本社を東京都中央区から北海道札幌市に移転
2023年
・社員数150名
・顧客数累計340社
2024年
・社員数190名
・顧客数累計470社

## 事業内容

### まるごと人事
ベンチャー向けの月額制の採用代行。採用戦略の立案や募集文のライティング、スカウト送付、日程調整までほぼすべてを代行。初期費用＋月額費用で依頼ができ、1ヶ月ごとの契約が可能。

### 採用広報代行poweredbyまるごと人事
採用記事の作成と媒体への掲載を代行。インタビューと撮影、記事のライティング、媒体への掲載を一貫して行う。

### 採用ピッチ制作poweredbyまるごと人事
求職者向けの採用ピッチ資料を制作代行。求職者が知りたい情報を網羅した資料を作成する。

### まるごと管理部
ベンチャー・スタートアップ向けの月額制バックオフィス代行サービス。管理部門の経験者チームが、経理財務・人事労務・総務などを設計から実務まで幅広く代行する。